# Оберлойсдорф
Оберлойсдорф (нем. Oberloisdorf) — коммуна (нем. Gemeinde) в Австрии, в федеральной земле Бургенланд. 
Входит в состав округа Оберпуллендорф.  Население составляет 786 человек (на 31 декабря 2005 года). Занимает площадь 10,65 км². Официальный код  —  10828.

## Политическая ситуация
Бургомистр коммуны — Манфред Естль (АНП) по результатам выборов 2002 года.
Совет представителей коммуны (нем. Gemeinderat) состоит из 15 мест.
- АНП занимает 8 мест.
- СДПА занимает 7 мест.